# The Return of the Northern Moon
The Return of the Northern Moon är den andra demon/EP:n av det polska black metal-bandet Behemoth. Den spelades in och mixades i Warrior Studio i Gdynia 19-30 december 1992 och släpptes samma år. Albumet återutgavs av tyska Last Epitaph Productions 1995 i svart vinyl, samt i en upplaga begränsad till 500 exemplar i blå vinyl.
All musik är skriven av Nergal och alla texter av Nergal och Baal förutom Aggressor, som är en Hellhammer-cover.

## Låtlista
Side Winter
1. "...of My Worship" (Intro) – 1:29
2. "Summoning of the Ancient Gods" – 6:38
3. "Dark Triumph" – 5:06

Side Infernal Frost
1. "Monumentum" (Intro) – 1:14
2. "Rise of the Blackstorm of Evil" – 6:44
3. "Aggressor" (Hellhammer-cover) – 3:24
4. "Outro" – 3:01

## Banduppsättning
- Adam "Nergal" Darski – sång, gitarr, bas
- Adam "Baal" Muraszko – trummor

### Sessionsmedverkan
- Rob "Darken" Fudali (Graveland) – keyboard